# Nicklas Persson
Nicklas Persson, född 31 maj 1965, är en svensk före detta fotbollsspelare.
Perssons moderklubb är Liatorps IF. Han debuterade för Östers IF mot Halmstads BK 1985, en match som slutade med en 2–1-vinst och där Persson gjorde segermålet. Han spelade sammanlagt sexton säsonger för Öster, där han vann supporetklubben East Fronts utmärkelse till säsongens bästa spelare, EF-trophy, säsongerna 1993, 1994 samt 1997. Han gick till Helsingborgs IF under våren 2000, där han fick spela i både Allsvenskan och Champions League. Han förlängde sitt kontrakt med klubben ytterligare ett år, men blev tvungen att sluta med fotboll 2001 på grund av en hälseneskada.
Efter sin spelarkarriär blev han huvudtränare i två säsonger för Alvesta GIF i division 3. Därefter var han assisterande tränare i sin tidigare klubb Östers IF i tre säsonger. Han var under 2007 huvudtränare för sin moderklubb Liatorps IF.